# Nortpert
Nortpert († nach 1076) war von 1034 bis 1072 Abt des Klosters St. Gallen.

## Wirken
Nortpert wurde aus dem Reformkloster Stablo nach St. Gallen gerufen, um dort als Abt wieder strengere monastische Lebensformen einzuführen. Trotz Widerstandes der St. Galler Mönche konnte er sein Reformprogramm erfolgreich durchsetzen. 1040 empfing er König Heinrich III., den er 1046 auf dessen Italienzug begleitete. 1047 erwirkte er in Rom die Heiligsprechung der St. Galler Lokalheiligen Wiborada, die im Zuge des Ungarneinfalls den Märtyrertod gefunden hatte. Als Abt, der die Besitzrechte seines Klosters zu wahren versuchte, geriet er in einen blutig ausgetragenen Konflikt mit Bischof Rumold von Konstanz. Nach einer Regierungszeit von 38 Jahren dankte er 1072 ab.